# Esther Gluck
Pour les articles homonymes, voir Steinberg et Gluck (homonymie).
Ettie Steinberg (épouse Gluck), née le 11 janvier 1914 à Moukatchevo et morte le 4 septembre 1942 à Auschwitz, est une juive irlandaise, considérée comme la seule personnalité irlandaise tuée au cours de la Shoah jusqu'en 2019. Cette année-là, de nouvelles recherches ont permis de découvrir trois autres victimes irlandaises,.

## Biographie
Esther Steinberg est née le 11 janvier 1914 à Mukacevo d'un couple tchécoslovaque, Aaron Hirsh Steinberg et Bertha Roth. Sa famille comprend six frères et sœurs et vit au 28 Raymond Terrace, près de la South Circular Road à Dublin. Ils font leurs études à l'école Sainte-Catherine de l'avenue Donore.
Steinberg travaille comme couturière à Dublin où elle rencontre et épousé le belge Vogtjeck Gluck à la synagogue de Greenville Hall à Dublin le 22 juillet 1937. Vogtjeck Gluck est né le 4 septembre 1912 à Berehove. Le couple repart chez lui à Anvers la même année. Cependant, les tensions croissantes des actions nazies les obligent à quitter la Belgique et Léon, leur fils, naît à Paris le 28 mars 1939. Le couple continue de fuir les Allemands qui s'approchent et réussissent finalement à obtenir des visas pour se rendre en Irlande du Nord, organisés par la famille Steinberg à Dublin grâce au British Home Office. Cependant, les papiers arrivent à Toulouse — où la famille s'est cachée — avec un jour de retard, la famille Steinberg a alors déjà été arrêtée.
La dernière adresse de la famille Gluck est Hôtel du Dôme, 14 avenue Auber à Nice (Alpes-Maritimes). Envoyée au camp de Drancy, elle est déportée avec son mari et son fils (Léon Gluck, né le 28 mars 1939 à Anvers) le 2 septembre 1942, par le convoi no 27. Consciente du danger, Steinberg écrit une carte postale à sa famille et la jette du train. On peut y lire : « Oncle Lechem, nous n'avons pas trouvé, mais nous avons trouvé Oncle Tisha B'Av », ce qui signifie « nous n'avons pas trouvé de pain, mais nous avons trouvé la destruction ». Un étranger trouve la carte postale et la poste,. Elle arrive le 4 septembre 1942 et, semble-t-il, est immédiatement envoyée à la chambre à gaz avec son fils et son mari.
Un mémorial lui est consacré dans une école secondaire à Malahide ainsi qu'au Musée juif irlandais à Portobello, Dublin.